# Erke Esmachan
Erke Äbdraszkyzy Esmachan (kaz. Ерке Әбдірашқызы Есмахан, ros. Ерке Абдрашовна Есмаханова, Jerkie Abdraszowna Jesmachanowa; ur. 30 listopada 1984 w miejscowości Irgiz) – kazachska piosenkarka muzyki pop oraz aktorka niezawodowa.

## Życiorys
W 2009 roku zaczęła występować w grupie muzycznej Inkar (Инкар), w 2015 roku opuściła grupę i rozpoczęła karierę solową. Popularność zdobyła po opublikowaniu w 2015 roku teledysku do utworu „Allo” (Алло). Klip zebrał milion wyświetleń w serwisie YouTube w ciągu 17 dni. Do tej pory wideo zgromadziło ponad 50 mln odsłon.
W 2017 r. wideoklip do piosenki „Kayda?” (Қайда?) zyskał dużą popularność w serwisie YouTube, zarówno wśród odbiorców z Kazachstanu, jak i z zagranicy. Jak dotąd wideo zebrało ponad 130 mln wyświetleń.
W 2018 roku zagrała główną rolę w filmie zatytułowanym Cafe „Machabbat“.

## Dyskografia
Single
- Айша Бибі – 2012
- Асыл арман (OST «Трактористтың махаббаты») – 2013
- Бал сезім – 2015
- Алло — 2015
- Асыл әнім – 2015
- Еркем-ай – 2016
- Маған ұқсайды – 2016
- Әйел бақыты – 2016
- Еркемін – 2016
- Бозторғай — 2016
- Табыспаймыз ба?  – 2016
- Кездер-ай  – 2016
- Сыған қызы  – 2016
- Сәлеметсіз бе! – 2016
- Қыз арманы  – 2017
- KZ жігіт – 2017
- Аққу сенім – 2017
- Жүрегім – 2017
- Қайда? – 2017
- Неге? (OST «„Махаббат“ кафесі») – 2018
- Аэропорт – 2018
- 1001 күн – 2019
- Кел, кел – 2021